# Zhangshi, Guangdong
Zhangshi (kinesiska: 樟市) är en köping i sydöstra Kina. Den ligger i stadsdistriktet Qujiang i staden Shaoguan i provinsen Guangdong,  omkring 160 kilometer norr om provinshuvudstaden Guangzhou. Antalet invånare är 18 436. Befolkningen består av 9 034 kvinnor och 9 402 män. Barn under 15 år utgör 19,0 %, vuxna 15-64 år 66 %, och äldre över 65 år 13,0 %.